# Нафтогазова інженерія та технології
Нафтогазова інженерія та технології (Нафтогазова справа) — це галузь науки і техніки, що охоплює сукупність процесів:
- — розвідки,
- — спорудження свердловин,
- — видобутку,
- — переробки,
- — транспортування,
- — зберігання
- — реалізації нафти, газу та нафтопродуктів.

## Загальний опис
Дисципліна «Основи нафтогазового справи» є базовою для тих, хто вже пов'язав або збирається пов'язати свою професійну діяльність з нафтогазовою галуззю. У рамках дисципліни розглядається питання застосування нафти і газу, їх властивості. Студенти знайомляться з поняттям про нафтові і газові родовища, способами їх розробки. Детально висвітлені питання техніки і технології буріння нафтових і газових свердловин механічними способами. Розглядається інформація по установках для буріння та ремонту свердловин, які реалізують прогресивну колтюбінгову технологію, фонтанний, газліфтний та насосні способи свердловинного видобутку нафти. Крім того, розглянуто питання інтенсифікації видобутку нафти, ремонту свердловин, збору і транспорту продукції і морського видобутку вуглеводнів.
Мета курсу — сформувати у студента цілісне уявлення про нафтову і газову промисловості.
Разом з тим, нафта і газ розглядаються в контексті інформації про інші джерела енергії, органогенну сировину. Подається і загальна характеристика паливно-енергетичної сировини та її роль в енергетиці, зокрема роль нафти та газу.
На початку курсу, як правило, викладається історія нафтогазової справи у світі та Україні.

## Міжнародна співпраця в нафтогазовому секторі економіки
Однією з особливостей нафтогазопромислової справи і геології вуглеводнів є активне міжнародне співробітництво. Вже з початку ХХ ст. розпочато регулярне проведення міжнародних і світових нафтових конгресів, а потім газових і енергетичних конференцій, переривали лише в роки світових воєн. Раз на чотири роки проводилися Міжнародні нафтові конгреси, що стали пізніше світовими нафтовими. Ще частіше збиралися Світові енергетичні конференції. Питання геологи нафти і газу розглядалися також на Міжнародних геологічних конгресах, які почали регулярно проводитися з 1878 року.
У 1900 році в Парижі відбувся I Міжнародний нафтовий конгрес, який почав систематичне проведення таких заходів. II МНК проведено в 1905 році в Бельгії (Льєж), III — в 1907 році в Румунії (Бухарест). З 1933 року розпочато проведення аналогічних заходів, названих Світовими конгресами. Вперше такий конгрес був проведений в Лондоні. Москва приймала делегатів і гостей в 1971 році. У 2008 році конгрес проходив в Мадриді (Іспанія). У ньому взяло участь близько 5000 делегатів. Серед них керівники галузі з країн виробників і споживачів нафти, а також представники понад 800 фірм, зайнятих в нафтовій галузі. 20-й МНК проходив в Катарі (2011). На цьому конгресі були присутні 4500 делегатів, 50 глав галузевих міністерств і відомств різних країн світу, 600 глав найбільших світових компаній нафтогазової галузі. На конгрес подано близько 2000 доповідей, розглянутих в 24 технічних сесіях. Такі конгреси проводяться Постійною Радою Світового Нафтового Конгресу (WPC) раз в три роки.
У 1931 році був заснований Міжнародний Газовий Союз (МГС, IGU) як некомерційна, неполітична і недержавна організація для розвитку співпраці між нафтогазовими компаніями і узагальнення світового досвіду газової промисловості. МГС є організатором проведення всесвітніх газових конференцій, започаткованих з того ж 1931 року які зараз проводяться раз в три роки. Перша конференція була проведена в Лондоні; в 1970 році відбулася в Москві, в 2006 році в Амстердамі (Нідерланди), 24-я в Буенос-Айресі (2009, Аргентина). На 2012 рік заплановано проведення такої конференції в Малайзії. До складу МГС входять 7000 учасників — 84 газові асоціації та профільні компанії з 67 країн світу; в тому числі від Росії — ВАТ «Газпром», НП «Російське газове товариство» і НКО «Союз незалежних виробників газу».
Одним з напрямків післявоєнного міжнародного енергетичного співробітництва стало створення в 1960 році організація країн — експортерів нафти (ОПЕК); в 1965 році був прийнятий її статут, в який багаторазово вносилися зміни. Членами ОПЕК є Алжир, Венесуела, Габон, Індонезія, Іран, Ірак, Катар, Кувейт, Лівія, Нігерія, ОАЕ, Саудівська Аравія. Метою організації є координація та уніфікація нафтової політики держав-членів, охорона навколишнього середовища та ін. Діяльність ця є предметом вивчення багатьох вчених, економістів, політиків, відображена в численних публікаціях. На чолі нафтової політики тут стоять регулювання і квотування експорту нафти, відбивається це і на її видобутку.